# Gabriel Widmer
Gabriel Philippe Widmer (* 6. Januar 1923 in Lausanne; † 23. Januar 2013 in Cologny; heimatberechtigt in Cudrefin sowie Heimiswil) war ein Schweizer evangelisch-reformierter Theologe sowie Hochschullehrer.

## Leben

### Familie und Ausbildung
Der reformiert getaufte, gebürtige Lausanner Gabriel Widmer, Sohn des Drogisten Alfred Widmer sowie dessen Ehefrau Suzanne geborene Blondel, wandte sich nach dem Erwerb der eidgenössischen Maturität dem Studium der Theologie an der Universität Lausanne zu, 1946 erhielt er das Lizentiat der Theologie, 1950 das Doktorat der Theologie. Gabriel Widmer vermählte sich im Jahr 1950 mit Denyse Piaget. Er verstarb im Januar 2013 knapp nach Vollendung seines 90. Lebensjahres in Cologny.

### Berufliche Stationen
Gabriel Widmer übernahm nach seinem Studienabschluss die Pfarrerstelle in Saint-Cergue, die er bis 1960 ausfüllte. Widmer, der zwischen 1950 und 1953 eine Mitgliedschaft in der Stiftung Lucerna in Basel und Bern bekleidete, trat parallel dazu 1950 eine Anstellung als Redaktor für die Revue de théologie et de philosophie in Lausanne an, die er bis 1975 ausfüllte. 1987 wurde er zum Präsidenten des Generalkomitees dieser Zeitschrift gewählt, 1996 trat er zurück. Zusätzlich hielt Gabriel Widmer von 1976 bis 1988 eine Mitgliedschaft im Genfer Konsistorium inne, davon 1982 bis 1984 in der Funktion des Vizepräsidenten.  

### Universitäre Laufbahn
Gabriel Widmer folgte 1960 einem Ruf auf die außerordentliche Professur für Dogmatik und Dogmengeschichte an der Universität Genf, 1962 erfolgte seine Ernennung zum ordentlichen Professor. Widmer, der überdies von 1970 bis 1975 das Dekanat der theologischen Fakultät versah, schied 1988 aus dem Hochschuldienst aus. Darüber hinaus bekleidete er von 1963 bis 1966 eine Professur für systematische Theologie an der theologischen Fakultät der Freien evangelischen Kirche in Lausanne, daran anschließend bis 1972 eine ordentliche Professur für Dogmatik an der Universität Lausanne. Gabriel Widmer, der zwischen 1960 und 2000 als zentrale Figur der reformierten Theologie in der Westschweiz galt, zählt zu den Pionieren des  Dialogs zwischen Naturwissenschaft und Theologie.

## Publikationen
- Les valeurs et leur signification théologique, in: Bibliothèque théologique, Delachaux & Niestlé, Neuchâtel [Switzerland]; Paris, 1950
- zusammen mit Aimé Forest, Jean Trouillard: Hommage à Maurice Blondel, Presses universitaires de France, Paris, 1961
- Gloire au Père, au Fils, au Saint-Esprit : essai sur le dogme trinitaire, in: Cahiers théologiques, 50., Éditions Delachaux et Niestlé, Neuchâtel, 1963
- L'Évangile et l'athée, Labor et fides, Genève, Librairie protestante, Paris, 1965
- L'homme moderne et la théologie : conférence publique donnée à Strasbourg le 5 février 1965, in: Positions protestantes, Editions Oberlin, Strasbourg, 1965
- L' aurore de dieu au créspuscule du XX. siècle, in: Publications de la Faculté de Théologie de l'Université de Genève, Labor et Fides, Genève [u. a.], 1979
- zusammen mit Jean-Claude Piguet: Le renversement sémantique : dialogue d'un théologien et d'un philosophe, in: Cahiers de la Revue de théologie et de philosophie, 16., Revue de théologie et de philosophie, Lausanne, 1991